# Smash Hit
Smash Hit — компьютерная игра от первого лица, разработанная студией Mediocre AB и выпущенная в 2014 году. Игра доступна на Android и iOS. Поддерживает гарнитуру Samsung VR.

## Игровой процесс
Smash Hit — раннер от первого лица. Игрок перемещается по проходу с препятствиями. В распоряжении игрока есть 25 металлических шаров, которые можно бросать в стеклянные препятствия, чтобы разбить их. Шары также служат очками здоровья: при столкновении с препятствием игрок теряет 10 шаров, а когда число шаров опустится до нуля, игра закончится. Цель игры — пробежать как можно дальше.
На уровне находятся различные фигуры, попадание по которым награждается дополнительными шарами. Также есть специальные объекты, попадание шаром по которым даёт игроку бонус: бесконечные шары, замедление времени и взрывной шар. После получения бонус можно активировать в любой момент.
В игре есть четыре однопользовательских режима: «классический» с обычными правилами игры, «дзен» с бесконечным числом шаров, «тренировка» с уменьшенной скоростью и «ад» с увеличенной скоростью и усложнёнными препятствиями. Также есть два многопользовательских режима: «противостояние», в котором проигрывает игрок, у которого первым закончатся шары, и «сотрудничество», в котором попадания в фигуры и столкновение с препятствием влияет на шары обоих игроков.

## Критика
Smash Hit получила в основном положительные отзывы. Apple’N’Apps дала игре 4,5 из 5, восхваляющую её как «одну из лучших игр на iOS», имеющую «сверхреалистичную физику» и «захватывающий бесконечный геймплей». Журнал «Шпиль!» назвал Smash Hit зрелищным и крутым тиром с безупречной физикой, оценив игру в 9,5 баллов.